# Aleksejs Holostovs
Aleksejs Holostovs (ros. Алексей Холостов, Aleksiej Chołostow; ur. 23 lipca 1979 w Rydze) – łotewski polityk rosyjskiego pochodzenia, w latach 2009–2011 poseł na Sejm.

## Życiorys
W 1999 uzyskał licencjat z dziedziny ekonomii w Ryskim Uniwersytecie Lotniczym (Rīgas Aviācijas universitāte, RAU), następnie zaś stopień magistra zarządzania w Instytucie Transportu i Telekomunikacji. Przez dwa i pół roku był asystentem posła na Sejm Sergieja Dołgopołowa. Zatrudniony w spółce "Vianets", na stanowiskach od menadżera do dyrektora. W latach 2009 i 2010 uzyskiwał mandat posła na Sejm z listy Centrum Zgody. W wyborach w 2011 nie wywalczył reelekcji.
Jest prezesem zarządu związanego z SC stowarzyszenia "Patrioti.lv", a także członkiem władz Łotewskiej Federacji Walk ("Latvijas cīņas federācija").
Żonaty, ma syna.